# Borgo Petilia
Borgo Petilia è una frazione del comune di Caltanissetta, che dista 6,5 km dal capoluogo del comune. Si tratta di uno dei nuovi borghi rurali nel periodo fascista fondati in Sicilia.

## Storia

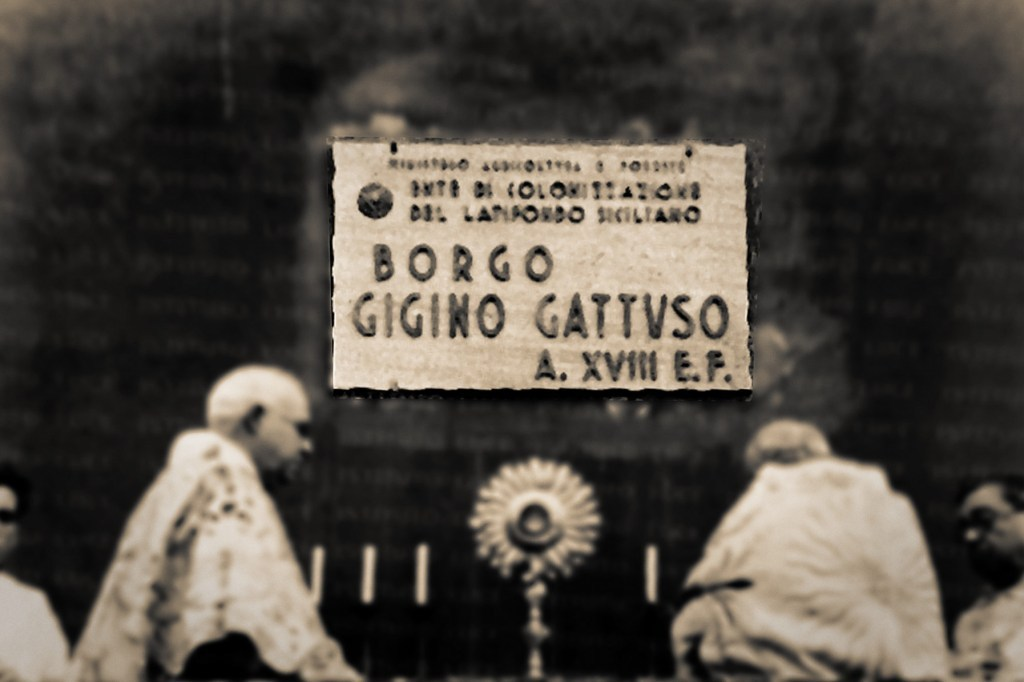
Antica targa con la vecchia denominazione del borgo

Consacrazione della chiesa, dicembre 1940

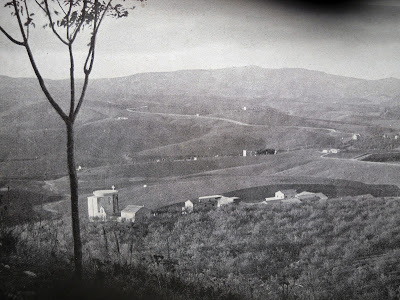
Panorama delle campagne nissene, anni 1950. Sono visibili gli edifici di Borgo Petilia.

Originariamente chiamato "Borgo Gattuso", fu uno degli otto borghi (uno per provincia con l'eccezione di Ragusa) progettati nel 1939 nell'ambito dell'"assalto al latifondo siciliano", nome con cui la propaganda fascista indicava il riassetto complessivo dell'agricoltura in Sicilia, e che si concretizzò, da un punto di vista normativo, con la legge del 2 gennaio 1940, che istituiva l'Ente di colonizzazione del latifondo siciliano (ECLS).
I nuovi borghi sarebbero serviti ad attrarre contadini e braccianti in zone altrimenti poco accessibili per via della distanza dai centri abitati. Si trattava di Borgo Schirò (Monreale), Borgo Bonsignore (Ribera), Borgo Cascino (Enna), Borgo Fazio (Trapani), Borgo Giuliano (Messina), Borgo Lupo (Mineo) e Borgo Rizza (Carlentini). Per la provincia di Caltanissetta, la scelta ricadde sui terreni del barone Facta in contrada Garistoppa, a nord di Caltanissetta, che furono quindi espropriati. Il progetto fu affidato all'architetto Edoardo Caracciolo, allievo di Ernesto Basile, e i lavori assegnati all'impresa Muratori Riminesi per un importo di circa 1.300.000 lire.
Tramite regio decreto del 9 dicembre 1940, il borgo fu intitolato a Gigino Gattuso, un giovane squadrista ucciso nell'aprile 1921 durante uno scontro armato tra fascisti e socialisti, e che il regime aveva definito "martire fascista". Alla vicenda si interessò lo scrittore Andrea Camilleri nel suo romanzo Privo di titolo, in cui sostenne la versione secondo cui Gattuso fosse stato vittima del fuoco amico durante una rissa.
Il borgo fu ultimato alla fine del 1940, e comprendeva una chiesa, una scuola elementare, la delegazione podestarile, una caserma dei carabinieri, un ufficio postale, un abbeveratoio, una trattoria-rivendita e gli alloggi per gli artigiani. L'inaugurazione avvenne il 18 dicembre, contemporaneamente a quella degli altri sette borghi, ma a causa della recente entrata in guerra dell'Italia, fu una cerimonia sobria e simbolica, poiché le autorità presenziarono alla sola inaugurazione di Borgo Schirò. La chiesa fu consacrata dal vescovo Giovanni Jacono il 29 dicembre.
La qualità delle costruzioni si rivelò subito pessima, sia per le difficoltà di reperimento di materiali come acciaio e cemento dovute alla guerra, sia per le precise scelte progettuali di carattere autarchico. In un articolo del 1966 su L'Ora, Leonardo Sciascia riporta che già nel 1942 Mario Jannelli, allora sottosegretario di Stato alle Comunicazioni, in occasione di una visita scrisse sul registro parrocchiale un giudizio sullo stato del borgo, parlando di «case mal costruite, umide, fredde; imposte che non chiudono» e di un generale degrado, sebbene avesse successivamente ritrattato, forse costretto dal regime.
Nell'immediato dopoguerra, per eliminare ogni richiamo al passato regime fascista, assunse il nome di Borgo Petilia, in riferimento al console romano Lucio Petilio che, secondo una tradizione mai confermata, ebbe un ruolo nella fondazione di Caltanissetta e Delia. Con la comparsa delle prime lesioni, negli anni cinquanta l'intero borgo fu oggetto di lavori di consolidamento che riguardarono la quasi totalità degli edifici, e che ne stravolsero gli elementi architettonici originari, tra cui i peculiari archi. Solo la chiesa mantenne il suo aspetto originale. Inizialmente arrivò ad accogliere circa quaranta famiglie, oltre a braccianti e contadini, ma nel tempo il borgo perse il suo ruolo e si andò spopolando in favore della città e andò perdendo tutti i suoi servizi originali.

## Monumenti e luoghi d'interesse
A Borgo Petilia rimane ancora la chiesa del Santissimo Crocifisso, che, dopo quasi un decennio di abbandono perché pericolante, nel 2011 è stata riaperta al culto dopo un'opera di consolidamento finanziata dagli stessi residenti della zona.